# Praviršulio tyrelis
Der Praviršulio tyrelis ist eine ausgedehnte Moorlandschaft in Litauen mit vielen seltenen Tier- und Pflanzenarten. Seit 1969 steht das Moor als botanisch-zoologisches Schutzgebiet (litauisch: Praviršulio tyrelio botaninis-zoologinis draustinis) unter Naturschutz. Zudem wurde das Moor in gleicher Ausdehnung gemäß der Fauna-Flora-Habitat-Richtlinie (Natura 2000) als Biotop-Schutzgebiet ausgewiesen, seit 2010 auch als Vogelschutzgebiet gemäß der Vogelschutzrichtlinie der EU. Das Schutzgebiet hat eine Fläche von 3316 ha.

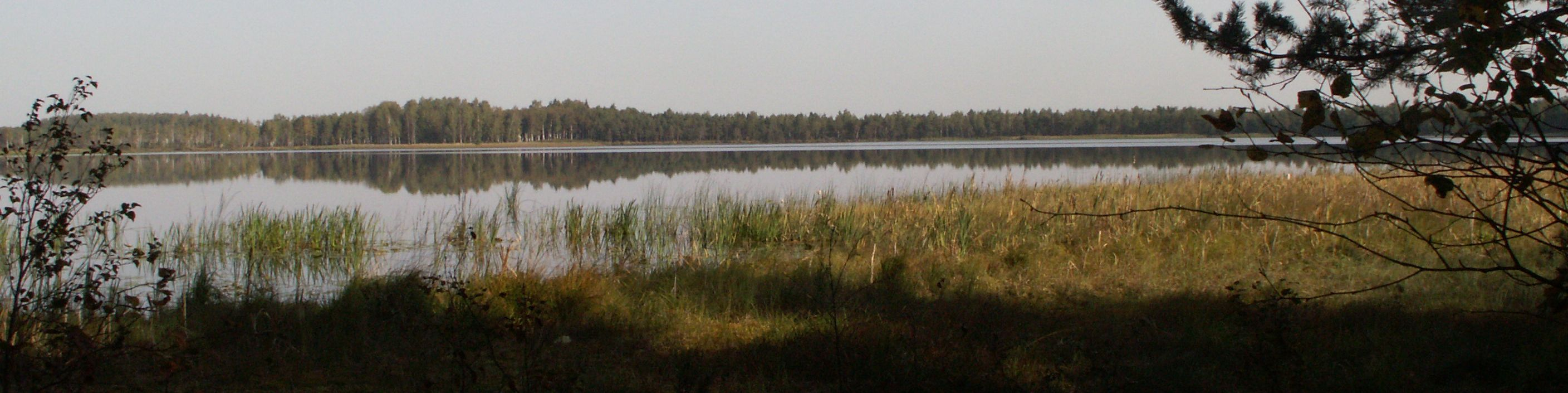
Der See Praviršulis

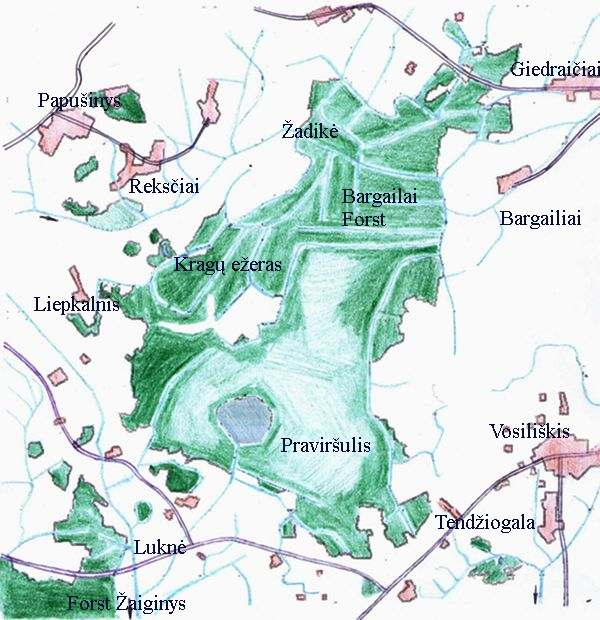
Karte des Naturschutzgebietes

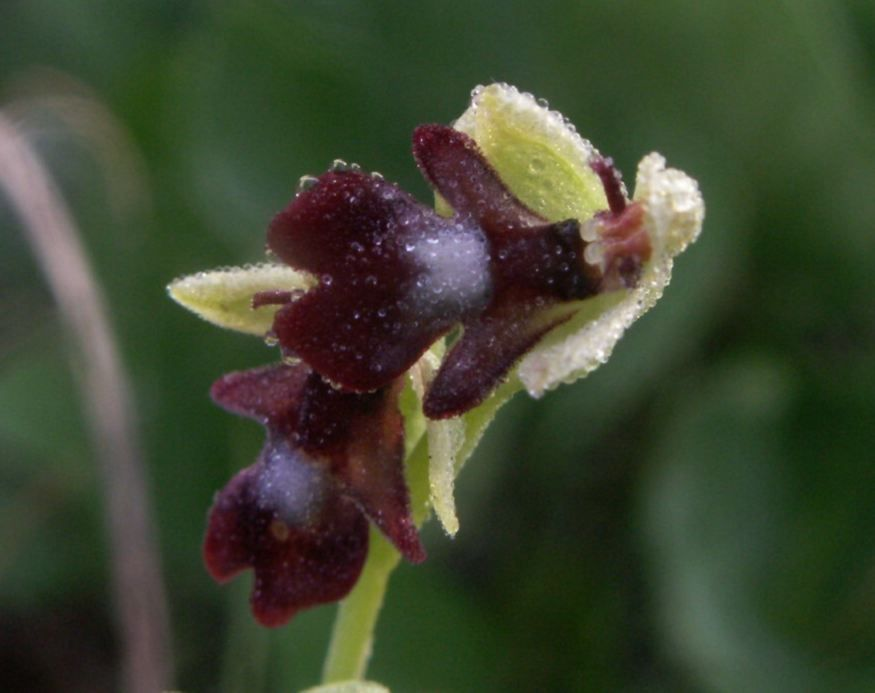
Fliegen-Ragwurz

## Geographie
Das Moor befindet sich am Ostrand des niederlitauischen Rückens auf der Wasserscheide zwischen Dubysa im Westen und Nevėžis im Osten. Dabei fließt die Luknė, die historisch ihren Ursprung im See Praviršulis hat, zur Dubysa, während die Flüsse Šventupis und Žadikė in die Šušvė münden. Im südlichen Teil bei 55° 31′ 0″ N, 23° 26′ 0″ O befindet sich der für das Moorgebiet namensgebende See Praviršulis, ein Moorauge mit einer Fläche von 70 ha und einer maximalen Tiefe von 4 m. Im westlichen Randbereich des Schutzgebietes befindet sich der See Kragų ežeras mit einer Fläche von 3 ha.
Die tiefste Stelle befindet sich im Nordosten mit 110 m ü. Meeresspiegel, die höchste Erhebung ist eine Insel im Moor mit etwa 125 m. Die Mächtigkeit des Torfes beträgt maximal acht Meter, der Torfvorrat wird auf 79 Mio. m³ geschätzt. Der Moorkomplex ist innerhalb Litauens die fünftgrößte geschlossene Moorlandschaft, wobei die größten Moore Žuvintų pelkė (68,5 km²) und Čepkelių raistas (58,6 km²) teilweise als Totalreservat geschützt sind und auch als Ramsar-Territorium gemeldet sind. Der Čepkelių raistas ist zudem Bestandteil des Nationalparks Dzūkija.
Die jährliche Niederschlagsmenge liegt bei 600 mm, die Verdunstungsmenge bei 390 mm. Die jährliche Sonneneinstrahlung beträgt 356 kJ/cm².
Orte in der Umgebung des Moores sind Vosiliškis (etwa 300 Einwohner), Šaukotas (500), Papušinys (300) und Žaiginys (400). Das Moor wird nur am äußersten Nordrand von einer teils asphaltierten Straße (Verbindung Šiluva – Grinkiškis), geschnitten. Im Moorgebiet gibt es keine Siedlungen. Die frühere Existenz von einigen Einzelhöfen ist jedoch noch aus Obstgärten und Natursteinfundamenten zu ersehen. Die Besiedlungsdichte liegt in der Region bei etwa 15 Einwohnern/km².
Administrativ gehört das Naturschutzgebiet zu 97 % zum Kreis Radviliškis, der Rest zum Kreis Raseiniai. Die Verwaltung des Naturschutzgebietes obliegt der Direktion des Regionalparks Tytuvėnai.

## Biotope

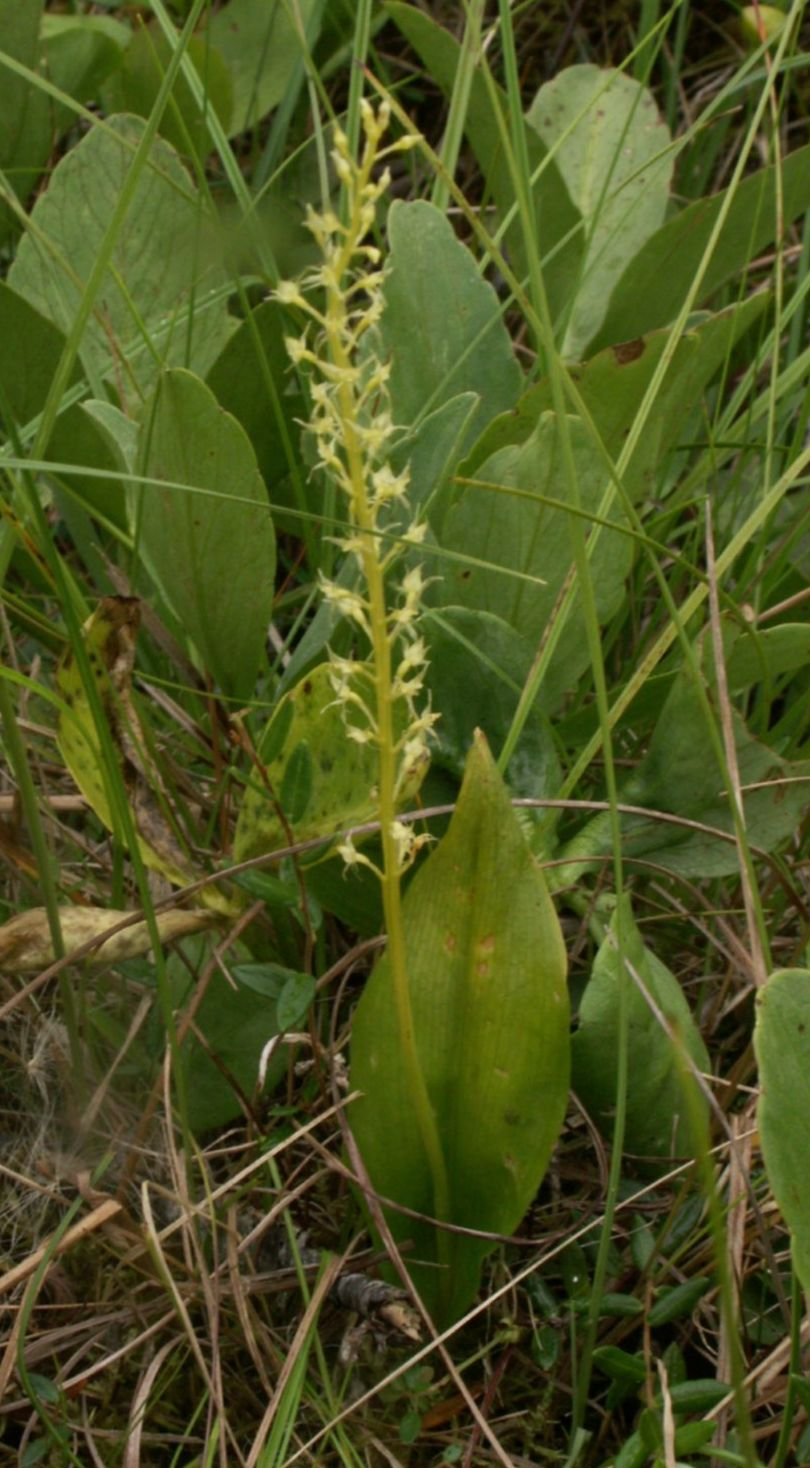
Kleinblütiges Einblatt

Der südliche Teil um den See Praviršulis ist durch Hochmoore bzw. durch Entwässerung daraus hervorgegangene Moorheiden und Moorwälder geprägt. Der Ostrand des leicht abgesenkten Sees neigt zur Verlandung und ist von Schwingrasen bedeckt. Die eigentliche, völlig baumfreie Hochmoorweite nimmt nur etwa 30 ha ein. Deren Randbereich ist durch Quellwasser geprägt, angezeigt durch Fieberklee. Der Moorrand und der ganze Nordteil wird von Bruchwäldern eingenommen. Ein kleiner, aber botanisch besonders wertvoller Teil besteht aus kalkhaltigen Niedermooren mit Kleinseggenried und Röhricht. Auf Erhebungen im Moor findet sich natürlicher Nadelmischwald mit einem hohen Anteil an Totholz. Vereinzelt sind Überreste von anthropogen geprägten Biotopen, Ergebnisse extensiver Landwirtschaft, zu finden.

## Flora

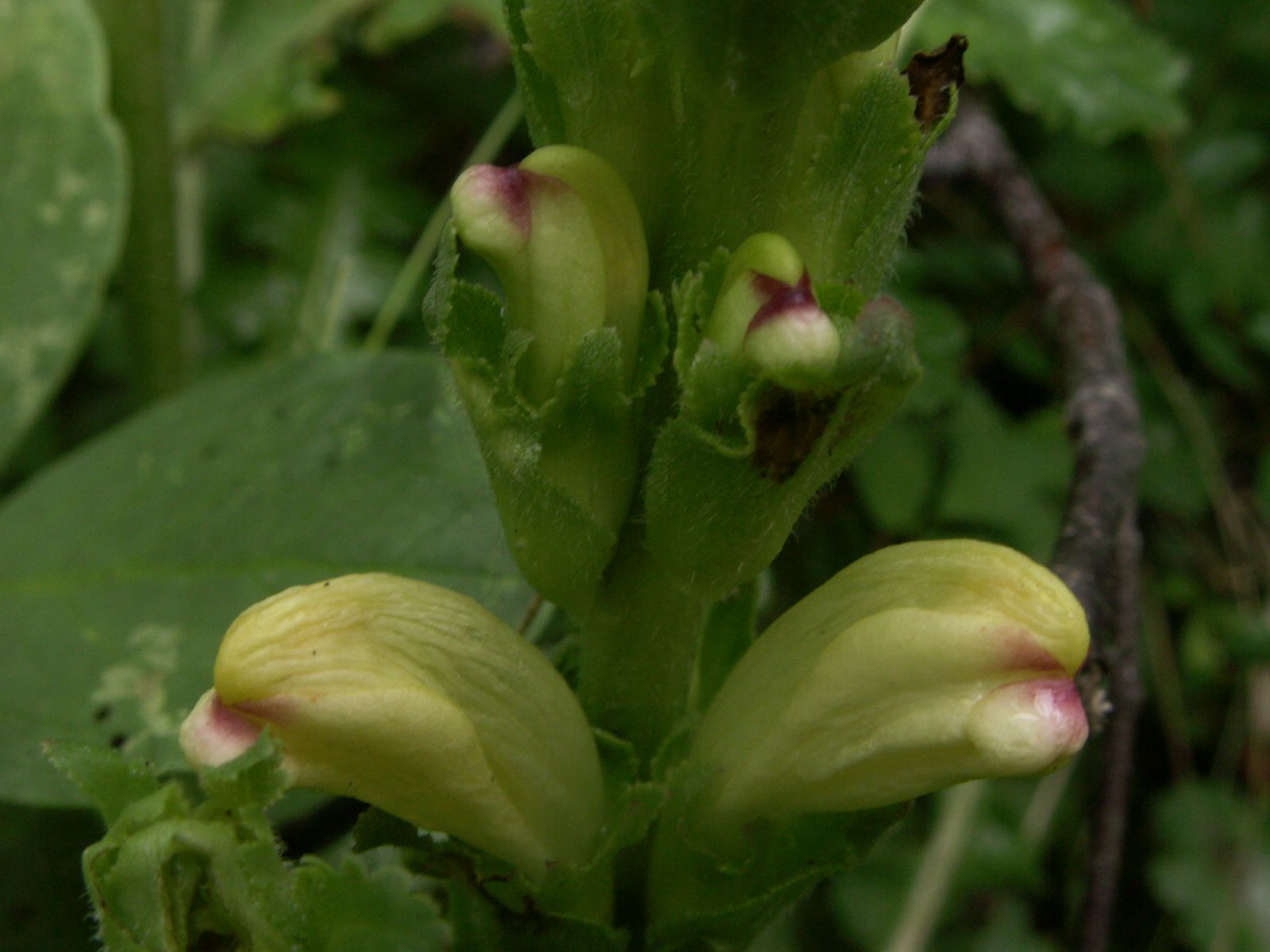
Karlszepter

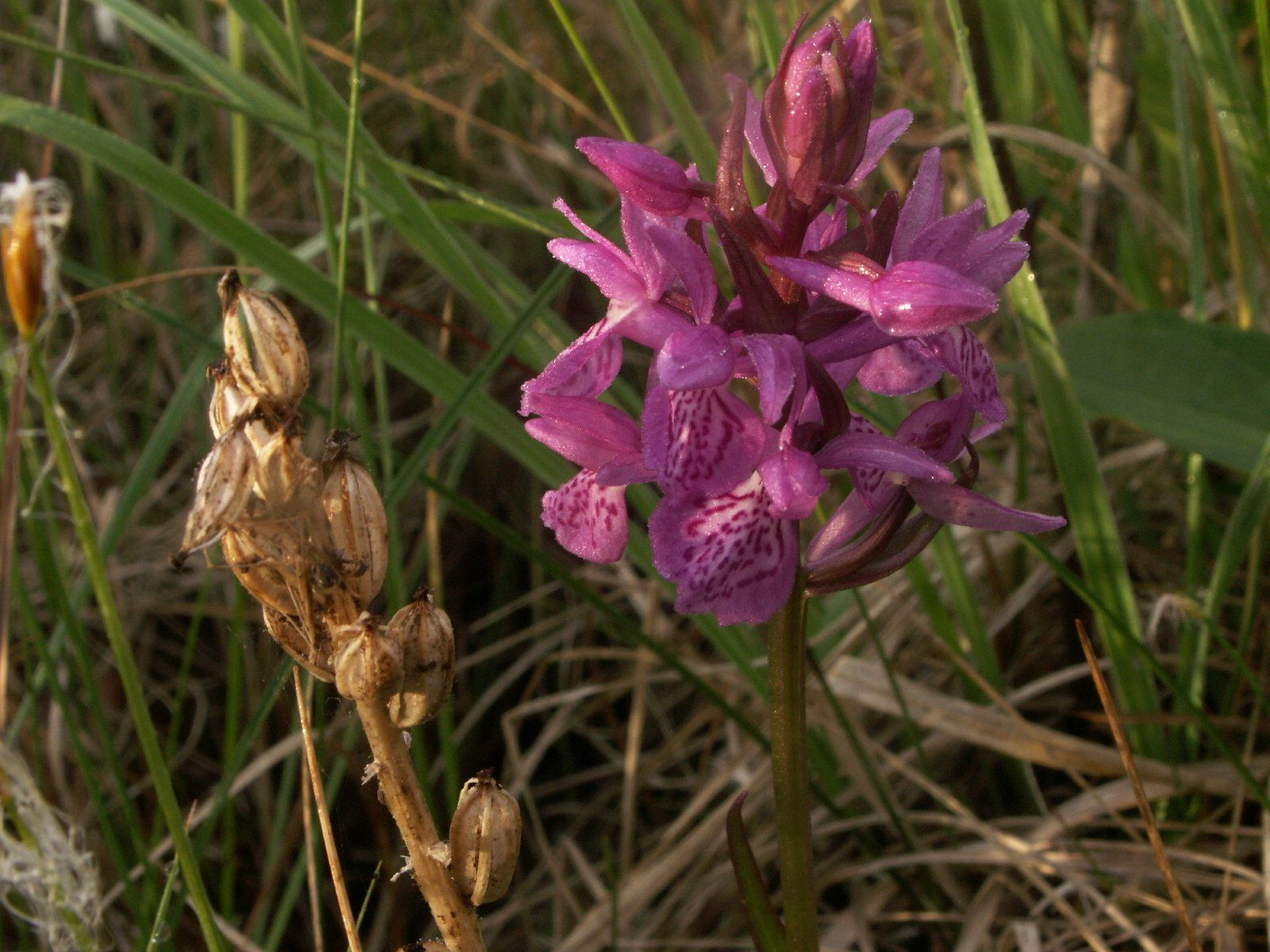
Traunsteiners Knabenkraut

Entsprechend der Vielzahl verschiedener Biotope ist auch die Flora artenreich, mit vielen Vertretern, die im litauischen Rotbuch geführt werden. Das Moor ist erst spät von der Botanik zur Kenntnis genommen worden, in Standardwerken bis in die 1990er Jahre fehlt jede Erwähnung. Hier wies Vaclovas Stukonis erstmals in Litauen das Blutrote Knabenkraut nach, hier ist einer der wenigen Fundorte der Fliegen-Ragwurz und das ausgedehnteste Vorkommen des Karlszepters in Litauen anzutreffen. Weiter wachsen hier Sumpf-Läusekraut, Fettkraut, Baltisches Knabenkraut, Geflecktes Knabenkraut, Strohgelbes Knabenkraut, Traunsteiners Knabenkraut, Zweiblättrige Waldhyazinthe, Grünliche Waldhyazinthe, Kleinblütiges Einblatt, Sumpf-Glanzkraut, Torfgränke, Moltebeere, Strauch-Birke, Sonnentau-Arten, Blasenbinse, Wollgräser, darunter das seltene Zierliche Wollgras, Lockerblütiges Rispengras, Mittlerer Lerchensporn, See-Brachsenkraut und viele andere.
Unsicher ist der Status von Moor-Steinbrech von dem frühere Funde bekannt sind, die aber gegenwärtig nicht verifiziert werden können.

## Fauna

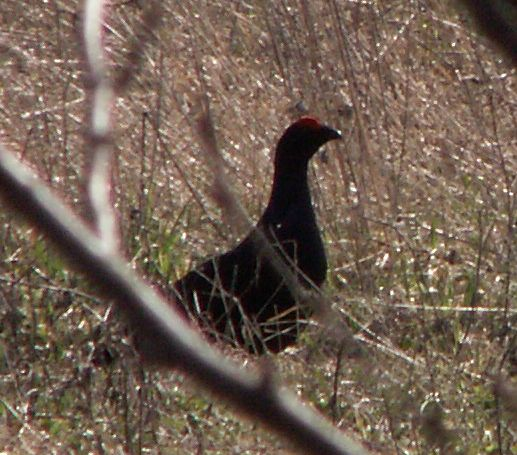
Birkhahn am Balzplatz

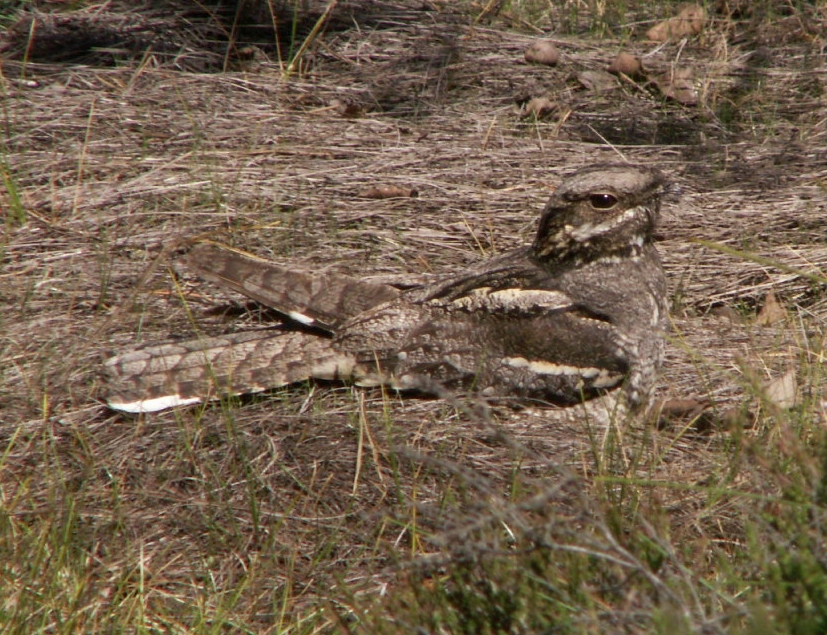
Ziegenmelker in der Moorheide

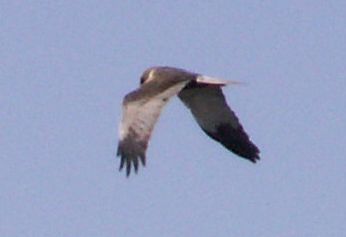
Rohrweihe, erwachsenes Männchen

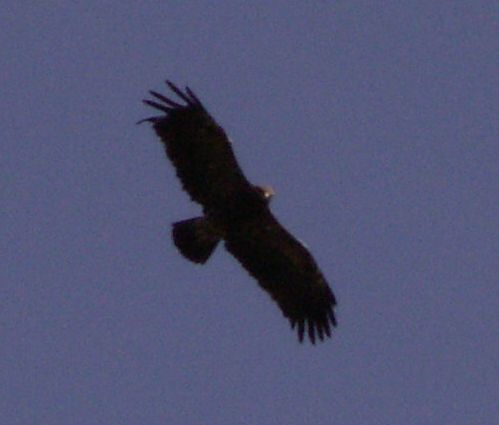
Schreiadler

An seltenen Säugetieren sind Elch, Wolf, Schneehase und Otter anzutreffen. Im zentralen und südlichen Teil sind zahlreiche Biber mit der Aufstauung des Entwässerungssystems beschäftigt. Recht häufig sind Reh, Fuchs und Wildschwein. Vereinzelt wurden der Luchs oder dessen Spuren gesichtet. Ob es sich um durchziehende oder sesshafte Tiere handelt ist nicht gesichert.
Brutvögel sind unter anderen Rohrweihe, Wachtelkönig, Birkhuhn, Ziegenmelker, Goldregenpfeifer, Kranich, Schreiadler und Schwarzstorch.
Einige Insekten sind innerhalb Litauens bisher nur in dieser Moorlandschaft beobachtet worden, dazu gehören die Tanzfliegen Empis caudatula und Empis stercorea, die Minierfliege Phytomyza continua, die Schwebfliege Dasysyrphus arcuatus und die Bremse Chrysops rufipes. Charakteristische Schmetterlinge der Moorlandschaft sind etwa Hochmoorgelbling, Hochmoorbläuling, Gelbringfalter, Wald-Wiesenvögelchen und Großes Wiesenvögelchen (Satyrinae), Skabiosen-Scheckenfalter und Baldrian-Scheckenfalter.

## Pilze
In den Moorwäldern sind Birkenpilze häufig, die hier auch gesammelt werden. In höheren Lagen finden sich verschiedene Steinpilze. An Speisepilzen kommen zudem der Pfifferling und Edelreizker vor. Im Mischwald am Südrand des Schutzgebietes wurde der markante violette Schleierling gefunden.
Besonders zahlreich sind durch das große Angebot an Totholz verschiedene Baumpilze. Stellvertretend sei hier der im Rotbuch Litauens gelistete, seltene Glänzende Lackporling genannt.

## Anthropogene Beeinflussung
Im Gegensatz zu anderen Moorgebieten um die nahe gelegenen Orte Šiluva und Tytuvėnai, die teilweise komplett dem Torfabbau zum Opfer gefallen sind, ist das Moor Praviršulis gut erhalten, aber dennoch gekennzeichnet durch menschliche Tätigkeit. Stellen, an denen Beerensammler, Angler und Jäger verkehren – insbesondere am Ufer und an den Zugängen zum See Praviršulis sowie an Hochsitzen – sind vermüllt.

### Hydromelioration
Das Moorgebiet war noch vor hundert Jahren wesentlich größer als heute. Weite Bereiche wurden trockengelegt und werden heute landwirtschaftlich genutzt. Teilweise wurden in unmittelbarer Nachbarschaft des Moores auch Flächen aufgegeben, die vernässen und verholzen – dieser Prozess hat aber mit der Zahlung von EU-Agrarsubventionen aufgehört und wird teils sogar rückgängig gemacht.

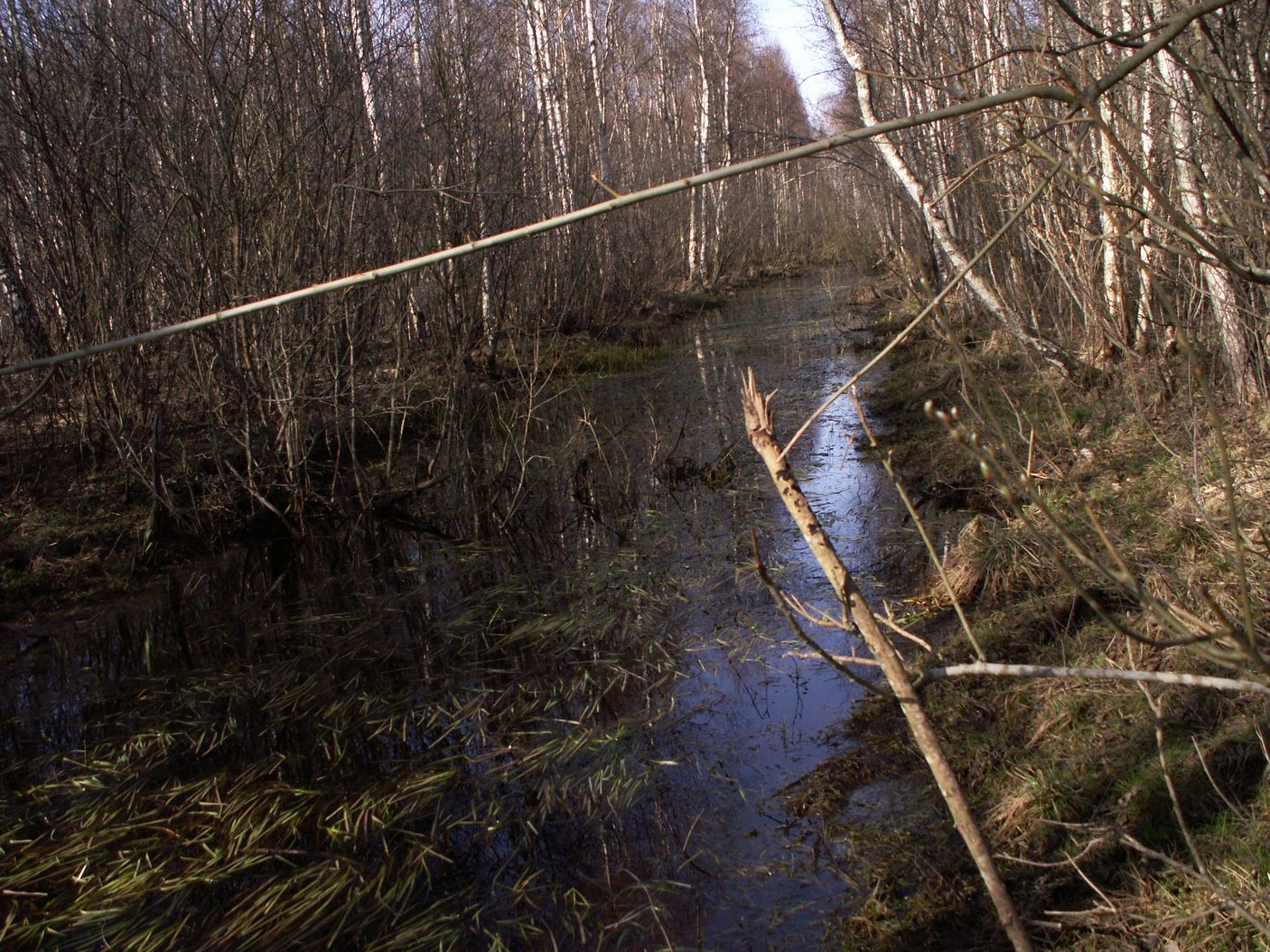
Die Luknė als (von Bibern aufgestauter) Kanal anstelle eines früheren Durchströmungsmoores

Die älteste bekannte Entwässerung stammt vom Ende des 19. Jh., als der Besitzer des Gutes Burbiškiai einen Entwässerungsgraben aus dem See Praviršulis graben ließ, um Weideland zu gewinnen. Sämtliche Fließgewässer wurden in den 1950er Jahren kanalisiert und begradigt und weitere Entwässerungsgräben angelegt.
In den 1950er bis 1960er Jahren wurde im südlichen Lagg des Hochmoores auf einer Fläche von etwa 70 ha Torf gestochen. Eine aktive Renaturierung erfolgte nicht. Mittlerweile hat sich ein Mosaik aus Schwingrasen mit Moosbeere in den ehemaligen Torfstichgräben und Moorwald mit Moorbirke, Kiefer und Sumpfporst gebildet.
In den 1980er Jahren wurden die Gräben um das Moor vertieft. Die Naturschutzgesetzgebung in Litauen formuliert, dass „das hydrologische Regime nicht verändert werden darf“. Dieser Umstand macht es außerordentlich kompliziert, den sonst üblichen Moorschutz durch Verfüllung der Entwässerungsgräben durchzusetzen.
Insbesondere der Abfluss aus großen Teilen des Hochmoors durch Gräben, statt, wie früher durch den See Praviršulis, führt zu einer verringerten Durchflussrate im See, verbunden mit Eutrophierung und Verlandung. Zudem wurde der Wasserspiegel im See abgesenkt, was zu einer schnellen Sukzession der umliegenden Moorwälder führt.

### Jagd

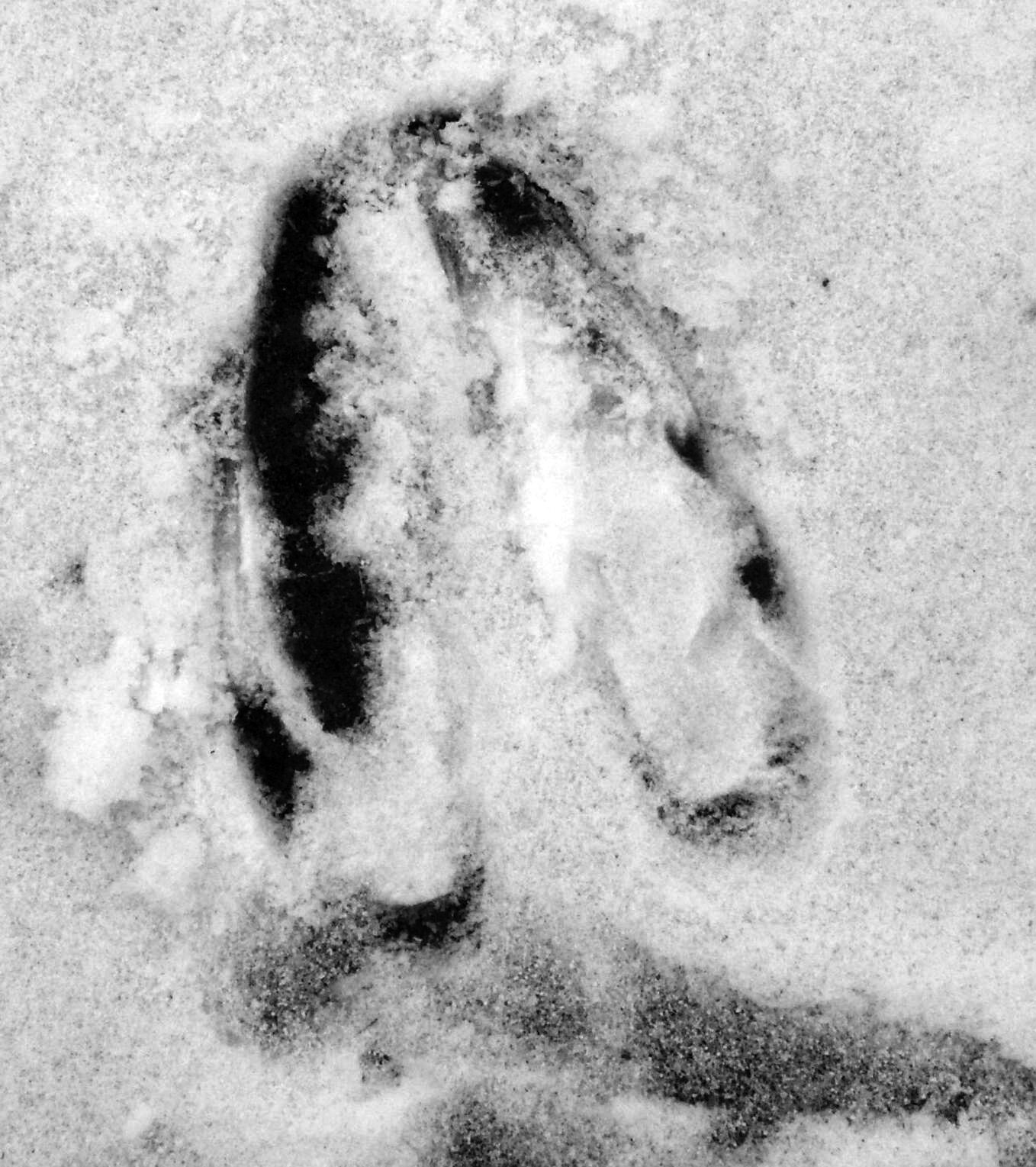
Elchspur im Schnee

Das Naturschutzgebiet wurde im Jahr 2000 per Ministererlass der Landwirtschaftlichen Universität Litauens und dem Litauischen Waldinstitut als Jagdrevier zu Lehr- und Forschungszwecken für zehn Jahre zugeteilt.
Anwohner melden jedoch Zweifel daran an, dass alle umliegenden Jagdpächter das Naturschutzgebiet respektieren.

### Land- und Forstwirtschaft
Ein Teil des Territoriums wurde früher landwirtschaftlich genutzt, überwiegend als Wiese und Weideland in extensiver Nutzung. Zum Teil handelte es sich um Feuchtwiesen oder kleine Wieseneinsprengsel im Wald, die von der Fauna-Flora-Habitat-Richtlinie im Anhang II unter der Bezeichnung „*6530 Wiesen mit Gehölzen in Fennoskandien“ als besonders schützenswerter Biotop bezeichnet werden. Diese Biotope sind wegen der Aufgabe kleiner Höfe in ihrer Existenz gefährdet. Daher sieht der Managementplan im Entwurf eine regelmäßige Entkusselung verschiedener Bereiche vor – allerdings bei ungeklärter Finanzierung.
Nach dem Beitritt zur EU wurden viele brach liegende Flächen am Rande des Moores wieder einer intensiven Landwirtschaft zugeführt oder mit EU-Fördermitteln aufgeforstet. Damit wird erneut die Gefahr des Eintrags von Düngemitteln sowie Herbiziden und Pestiziden in die empfindliche Moorlandschaft aktuell. Daneben droht wertvollen Weidebiotopen die Zerstörung durch Bepflanzung mit Fichten.
Ein Projekt des regionalen Vereins Sargelių bendruomenės centras, das von der UNDP finanziert wird, hat das Ziel, in den Rand- und Pufferbereichen des Moores mehr extensive und umweltverträgliche Landwirtschaft zu fördern.
Besonders die nördlichen Bereiche des Moores werden forstwirtschaftlich genutzt. Hier wachsen vor allem Schwarzerle, Gemeine Esche, Birken und in trockeneren Lagen Espe und Fichte. Auf Kahlschlägen oder ehemaligen extensiv genutzten Wiesen und Weiden wurden Gemeine Kiefer und Fichte in Monokultur angepflanzt. Im Interesse der Forstwirtschaft und Jagdpächter werden teils Fahrwege freigehalten und Biberdämme zerstört. Zudem ist die Forstwirtschaft verantwortlich für Schneisen zwischen den Planquadraten in den Wäldern, eingeschlossen Moorwälder, die eigentlich keine forstwirtschaftliche Bedeutung haben. 2004 wurden Teile des Moorwaldes als sogenannte Schlüsselbiotope (lit. kertinė miško buveinė, e. woodland key habitat) markiert. In diesen Wäldern, die zum staatlichen Forst gehören, wird nicht mehr eingeschlagen.

## Geschichte

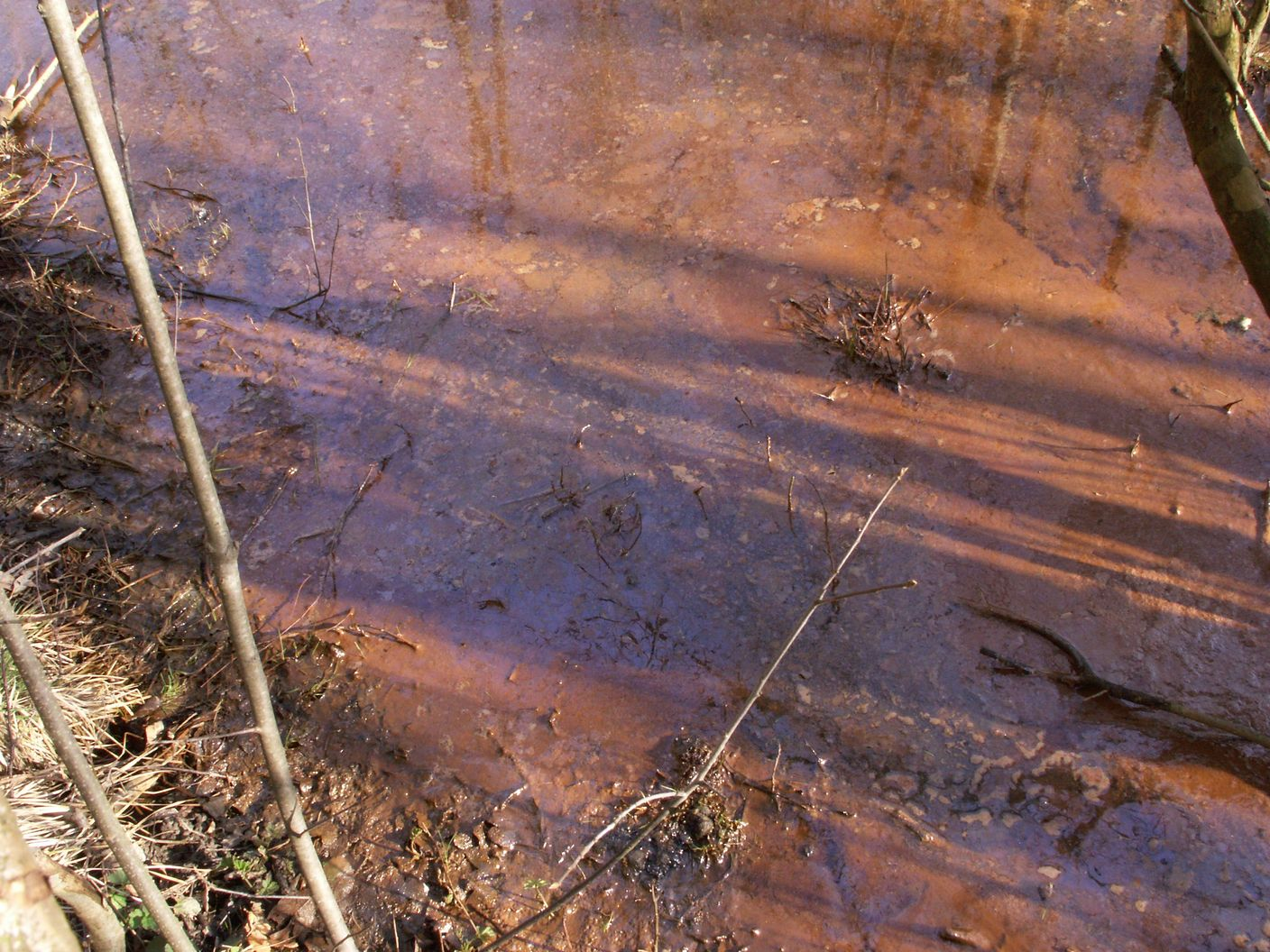
Stark eisenhaltiges Gewässer am Südrand des Moores

Von den an das Moor angrenzenden Ortschaften wurde als erste Tendžiogala im 14. Jahrhundert erwähnt im Zusammenhang mit der zeitweiligen Besetzung Niederlitauens durch den Deutschen Orden. Zu dieser Zeit war Tendžiogala ein regionales Zentrum – archäologisch wurden aber nur einige mittelalterliche Grablagen untersucht, und auch das nur in geringem Umfang.
Schlackefunde in Ortschaften am Moor und eisenhaltige Quellen machen den Abbau von Rasenerz nebst lokaler Verhüttung wahrscheinlich. Ebenfalls in Tendžiogala wurde zum Ende des 19. Jahrhunderts in dem Gut eine Schnapsbrennerei eingerichtet, die Moorwasser verwendete. Spätere Versuche, Wasser aus Brunnen oder Tiefenbohrungen zu verwenden, führten zu minderer Qualität.
Im Zweiten Weltkrieg diente das Moor als Zuflucht der Bewohner – in manchen Dörfern wurden sämtliche Gebäude im Juni 1941 vernichtet. Nach dem Krieg verbargen sich antisowjetische Partisanen in verschiedenen Verstecken, darunter auch solchen im Moor Praviršulis.
Die wissenschaftliche Untersuchung des Moores ist eng mit der Hydromelioration zur Gewinnung von landwirtschaftlicher Nutzfläche und dem Abbau von Torf verbunden. Die Einstellung des Torfstichs und der Schutz des Territoriums erfolgte auf Drängen einzelner Enthusiasten, speziell unter Verweis auf den Schreiadler als Brutvogel.

### Name
Der Namensbestandteil tyrelis ist eine regional verwendete Bezeichnung für Moore, insbesondere die Hochmoorweite oder baumfreie Moorheide. Der Begriff ist verwandt mit tyras („leer, klar, edel, ohne Beimengungen“) und tyrė („Brei“). Anwohner verwenden zumeist jedoch den hochsprachlichen Begriff pelkė, der auch teilweise in der Literatur anzutreffen ist.
Der namensgebende See wurde verschieden gedeutet. Wahrscheinlich ist der Bezug zu viršus („oben“), was sich dann wiederum auf die Lage des Sees im Hochmoor beziehen könnte.

## Ortssagen
Die bekannteste Sage, die auch heute noch erzählt wird, beschäftigt sich mit der Ätiologie des Sees Praviršulis.
Der See befand sich ursprünglich an einem anderen Ort weiter im Süden. Da er keinen Namen hatte (in Varianten gibt es auch andere Gründe), erhob er sich eines Tages mit großem Lärm und hing nun als Wolke über mehreren Dörfern. Da das herabstürzende Wasser die Dörfer zerstört hätte, musste sich jemand opfern, um den See in eine menschenleere Gegend zu führen und ihm dort einen Namen zu geben. Dazu fand sich schließlich eine Frau namens Uršulė bereit; sie ging ins Moor und rief: „Ich bin Uršulė und du sei Prauršulis“. Da fiel der See herab. Als die Anwohner herbeieilten, fanden sie zu ihrer Überraschung Uršulė lebend auf einer Insel im See.
Ein anderes Motiv existiert gleichfalls in verschiedenen Varianten und ist auch von anderen Seepaaren in Litauen bekannt.
In dem See Meiliškio ežeras ertrank einst eine Kuh, die dann später im fünf Kilometer entfernt liegenden See Praviršulis aufgefunden wurde.